# Stazione di Claro
La stazione di Claro era una stazione ferroviaria posta sulla linea del Gottardo, in Svizzera. Serviva l'omonimo centro abitato, frazione del comune di Bellinzona.

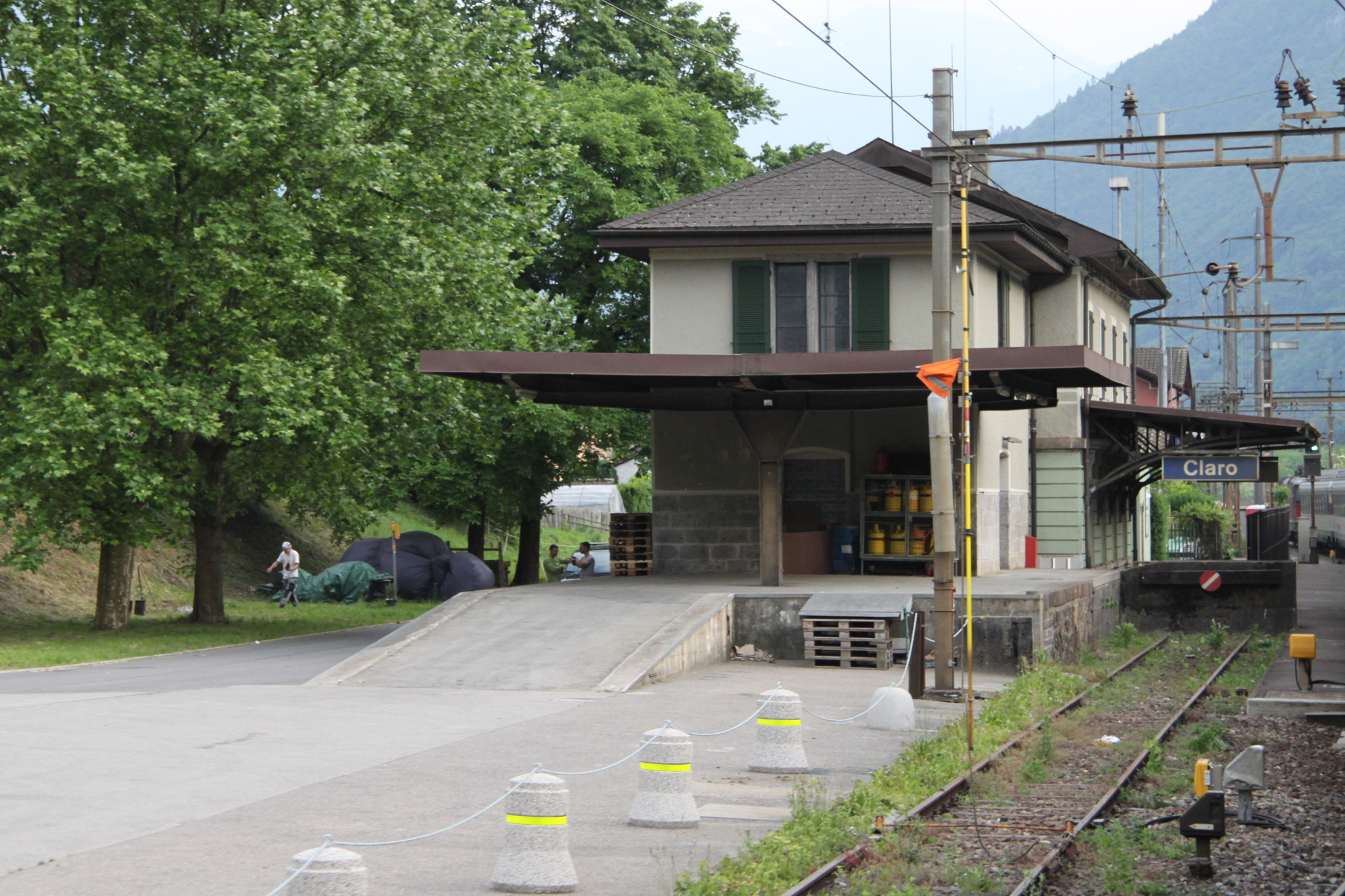
Nel 2015